# Tiny Tina's Wonderlands
Tiny Tina's Wonderlands est un jeu vidéo d'action-RPG et de tir à la première personne développé par Gearbox Software et édité par 2K Games. C'est un spin-off de la série Borderlands et un successeur de Borderlands 2: Tiny Tina et la Forteresse du Dragon. Le jeu est sorti sur Windows, PlayStation 4, PlayStation 5, Xbox One et Xbox Series X et Series S le 25 mars 2022.

## Système de jeu
Semblable à ses prédécesseurs, le jeu est un jeu de tir à la première personne avec des éléments d'un jeu d'action-RPG. Le jeu peut être joué en solo ou avec trois autres joueurs en multijoueur en ligne ou en local écran partagé. Le jeu se déroule directement après les événements de Tiny Tina et la Forteresse du Dragon, et comme dans cette extension, la campagne se déroule dans le monde d'un jeu de rôle sur table sur le thème de la fantaisie. Tiny Tina peut changer le monde du jeu.
Dans Tiny Tina's Wonderlands, les joueurs peuvent créer leurs propres personnages jouables. Le jeu propose six classes de personnages différentes, et pour la première fois dans la série, les joueurs peuvent mélanger et assortir leurs compétences pour leurs personnages. Les avatars jouables ont des statistiques qui peuvent être améliorées en utilisant des "points de héros". Les joueurs disposent d'un vaste arsenal d'armes et d'armes à feu, et pour la première fois de la série, ils peuvent manier des armes de mêlée. Le jeu propose un système de butin généré de manière procédurale, capable de générer de nombreuses combinaisons d'armes et d'autres objets. Les joueurs peuvent également lancer différents sorts tels que l'invocation de météores ou la transformation d'ennemis en moutons. Le jeu propose un overworld, qui peut être utilisé pour traverser à divers endroits du jeu, il y a des combats et des quêtes qui ne peuvent être accomplis qu'à l'intérieur,.

## Développement

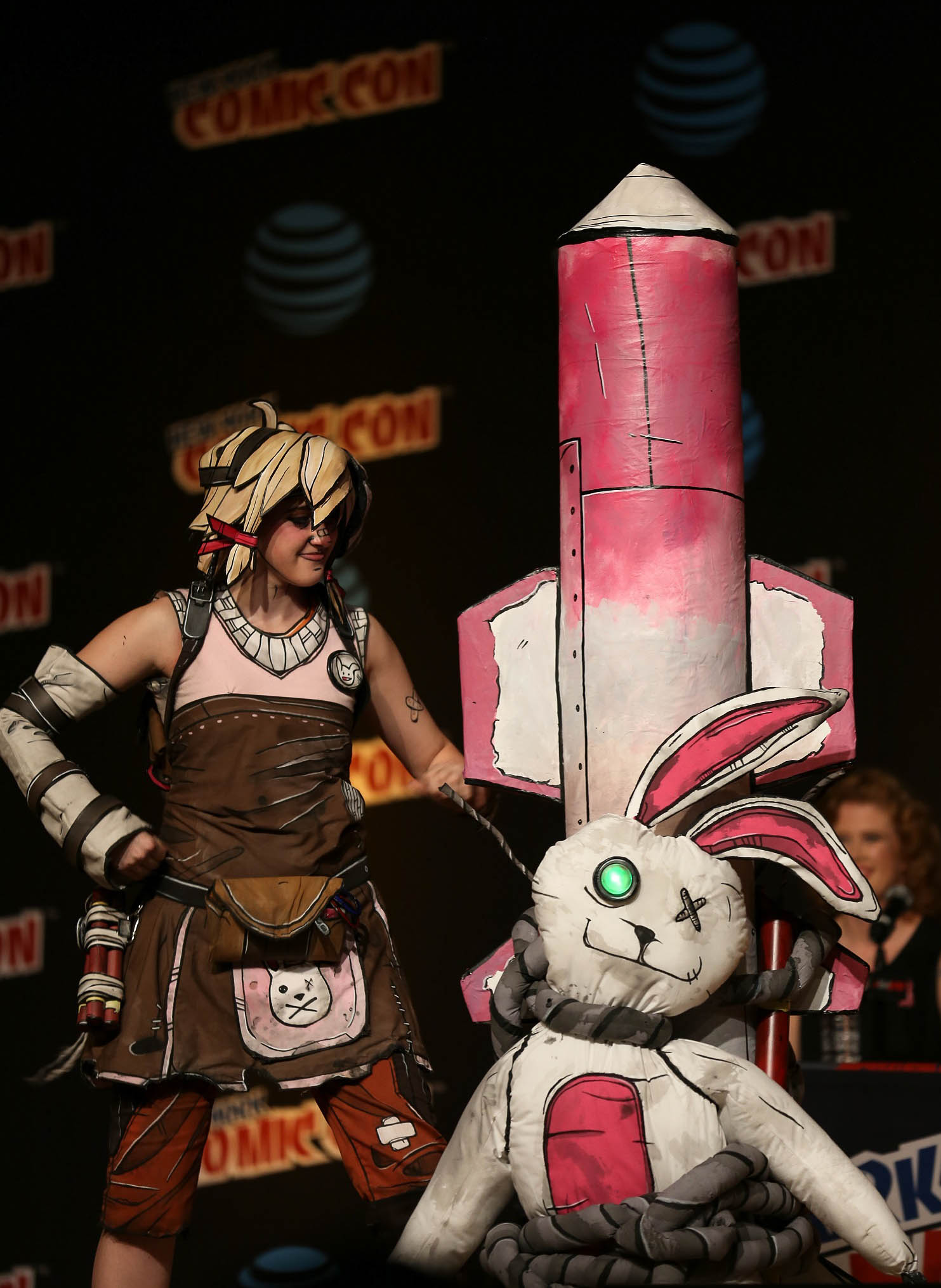
Cosplay de Tiny Tina (à gauche).

Tiny Tina's Wonderlands a été développé par Gearbox Software. Selon le fondateur de Gearbox, Randy Pitchford, le studio prévoyait de sortir un spin-off fantastique de la série depuis le début des années 2010, et il avait présenté sans succès plusieurs projets fantastiques aux éditeurs au cours des premiers jours du studio. Le système de l'overworld du jeu a été inspiré par les jeux vidéo de rôle japonais tels que la série Final Fantasy. Gearbox a intentionnellement conçu cinq cartes qui ne sont accessibles que par ce dernier. Ces cartes présentent leurs propres fils narratifs qui sont également liés à l'histoire principale. Ashly Burch est revenue pour doubler Tiny Tina, tandis qu'Andy Samberg, Will Arnett et Wanda Sykes incarneront d'autres personnages principaux du jeu.
Malgré l'acquisition de Gearbox Software par Embracer Group en 2020, le studio a continué à s'associer avec l'éditeur 2K Games. Le jeu a été officiellement annoncé par 2K le 10 juin 2021. Il devrait sortir le 25 mars 2022 sur Windows, PlayStation 4, PlayStation 5, Xbox One et Xbox Series X et Series S. Les versions PS5 et Xbox Series X/S incluront le contenu téléchargeable Dragon Lord Pack. Les joueurs ayant précommandé le jeu auraient accès au Golden Hero Armor Pack.